# 손 (드라마)
《손》은 1982년 7월 10일에 방영된 TV문학관이다.

## 줄거리
노인구(노주현)는 제과회사에서 연구원으로 근무하는 평범한 직장인이다. 어느 날 밤부터 그는 자기 양 손바닥에 유리파편이 박혀 있다는 강박관념을 가진 채 심한 통증을 느낀다. 병원에 입원해서 수술도 받아 봤지만 의사로부터 별 이상이 없다는 수술결과를 듣게 된다. 하지만 인구는 이를 납득하지 못하고 한편으로는 일과 중에 과도하게 손을 씻는 한편으로 정신과 치료를 받게 되는데...

## 출연
- 노주현
- 이종만
- 하미혜
- 문오장
- 김난영
- 최정훈
- 곽경환
- 김봉근
- 남윤정
- 오중훈
- 윤덕용
- 서상익
- 박시영
- 박승규
- 조재훈
- 임영식
- 김현주
- 나영
- 임병기